# C16H16O5
化学式C16H16O5（摩尔质量：288.299 g/mol）可能指：
- 紫草素，CAS号：517-89-5
- 左旋紫朱草素（英语：Alkannin） (紫草红)CAS号：517-88-4

|  | 这个同类索引页列出了具有相同分子式的化学物（即同分異構體）条目。 除非您是有意链接至本页，否则应将相应条目的内部链接指向正确的条目。 |